# Pasquale (famiglia)
I Pasquale, Di Pasquale, Pascale o Pascali sono una famiglia siciliana di origine spagnola originaria di Valencia.

## Storia della Dinastia Pasquale
La famiglia, originaria di Valencia in Spagna, si stabilì in Sicilia all'inizio del XV secolo con un Giacomo Pasquale (Jaime Pasqual ) gentiluomo di Valencia e godette di nobiltà a Messina e Palermo. Secondo lo storico ed erudito Candida Gonzaga i Pasquale erano originari della «Val di Zarata»  nei Paesi Baschi, e si stabilirono prima a Valencia, per poi diramarsi per tre volte nel Regno di Napoli e nel Regno di Sicilia: nel XIII secolo a Cosenza, nel XV secolo a Messina, e nel XVIII secolo a Napoli.
Da Giacomo Pasquale discese un Perotto che fu castellano di Sciacca nel 1463, un Tommaso che fu senatore di Messina nel 1535, e un Giorlando de Pascale che fu giudice straticoziale di Messina nei primi anni del Cinquecento. Si hanno inoltre notizie di un Perrotto che fu senatore di Palermo nel 1552, governatore del Monte di Pietà, e della Tavola, di un Giovan Francesco e di un Francesco che furono ascritti alla mastra nobile del Mollica.
Un Francesco fu più volte senatore di Palermo tra la fine del Cinquecento e del Seicento, e un altro Francesco fu proconservatore a Capaci nel 1681. Infine, un Alfarne di Pascale di Ignazio  e un Ignazio di Silvio furono ascritti alla mastra nobile di Messina dal 1798 al 1807.
Ai Pasquale appartennero inoltre la poetessa Nicoletta vissuta nel XVI secolo, e il poeta e riformatore calvinista Giulio Cesare, figlio del nobile messinese Giovanni Pascali, «patrizio di quella città e protonotario e consigliere reale nel consiglio privato di quel regno». Trasferitosi a Ginevra, Giulio Cesare sposò in seconde nozze la veronese Cecilia Campagnola. Dal matrimonio nacquero Giovan Giacomo (o Gian Giacomo), Marcantonio, Alessandro e Laura. Giovan Giacomo e il padre Giulio Cesare servirono, anche come spie, la signoria di Ginevra nelle lotte contro i duchi di Savoia.
Arma: d'oro, a quattro pali di rosso, con un agnello pasquale d'argento con banderuola di rosso attraversante sul tutto. Attualmente, La Famiglia Pasquale e sparsa in Italia, ma le città con più presenza sono: Palermo, Napoli, Messina, Milano e un piccolo comune di Napoli, Portici..

## Persone
- Giulio Cesare Pascali, poeta e riformatore calvinista.
- Nicoletta Pasquale, poetessa.

## Edifici
- Palazzo de Pasquale, palazzo del XVII secolo di Contesse, frazione di Messina.